# سیارک ۴۲۱۰
سیارک ۴۲۱۰ (به انگلیسی: 4210 Isobelthompson، نامگذاری:1987DY5) چهار هزار و دویست و دهمین سیارک کشف شده‌است که در ۲۱ فوریه ۱۹۸۷ کشف شد.
قدر مطلق سیارک برابر ۲۰٫۴ است.